# Хилл, Вирджил
Вирджил Хилл (англ. Virgil Hill; 18 января 1964, Клинтон, Миссури, США) — американский боксёр-профессионал, выступающий в первой тяжёлой весовой категории. Серебряный призёр Олимпийских игр 1984 года. Чемпион мира в полутяжёлой (версия ВБА (WBA), 1987—1991 и 1992—1997; версия МБФ (IBF), 1996—1997) и 1-й тяжёлой (версия ВБА (WBA), 2000—2002) весовой категории.

## Биография

### 1984—1997
Дебютировал в профессионалах в ноябре 1984 года.
В сентябре 1987 года нокаутировал чемпиона мира в полутяжёлом весе по версии WBA Лесли Стюарта.
В марте 1989 года Хилл победил Бобби Чеза.
В июле 1990 года в очередной раз защищал чемпионский пояс в полутяжёлом весе против неплохого середняка Тайрона Фрейзера; племянника знаменитого Джо Фрейзера. В первых раундах было заметно влияние Джо как тренера; Тайрон неплохо проводил левые крюки в голову Вирджила. К третьему раунду Хилл уже полностью приспособился к стилю Фрейзера накидывая добрую порцию джебов. Ко второй половине боя сложилось тотальное превосходство чемпиона над претендентом. Фрейзер больше ничего не мог предложить оппоненту. По итогу боя победа досталась единогласным решением Вирджилу Хиллу. Чемпион в девятый раз защитил свой пояс.
В июне 1991 года Хилл проиграл выдающемуся боксеру Томасу Хирнсу.
В сентябре 1992 года в бою за вакантный титул чемпиона мира в полутяжёлом весе по версии WBA Хилл победил Фрэнка Тейта.
В апреле 1993 года Хилл во Франции раздельным решением судей победил непобеждённого француза Фабриса Тьоззо.
В ноябре 1996 года Хилл в Германии раздельным решением судей победил непобеждённого немца Генри Маске. После этого боя Маске ушёл из бокса.
В июне 1997 года Вирджил Хилл вновь в Германии встретился с местным бойцом — на этот раз с Даруишом Михалчевски. Хилл проиграл по очкам единогласным решением судей.

### 1998-04-25Вирджил Хилл —Рой Джонс
- Место проведения:  Коаст Колизеум, Билокси, Миссисипи, США
- Результат: Победа Джонса нокаутом в 4-м раунде в 12-раундовом бою
- Статус: Рейтинговый бой
- Рефери: Фред Стайнвайндер III
- Время: 1:10
- Вес: Джонс 80,10 кг; Хилл 80,29 кг
- Трансляция: HBO
- Счёт неофициального судьи: Харольд Ледерман (27-30 Джонс)

В апреле 1998 года Вирджил Хилл встретился с Роем Джонсом. В середине 4-го раунда Джонс провёл правый хук в левый бок противника. Хилл, скорчившись от боли, упал на канвас. Он поднялся, но на счёт 10 находился всё ещё в полусогнутом состоянии. Рефери зафиксировал нокаут. Бой получил статус «нокаут года» по версии журнала «Ринг».
После этого боя Хилл поднялся в 1-й тяжёлый вес.

### 1998—2007
В декабре 2000 года Хилл вновь отправился во Францию на 2-й бой против чемпиона мира в 1-м тяжёлом весе по версии WBA Фабриса Тьоззо. На этот раз американец нокаутировал француза в 1-м раунде.
В феврале 2002 года Хилл проиграл во Франции местному бойцу Жану Марку Мормеку.
В мае 2005 года в реванше Хилл вновь уступил Мормеку. На этот раз бой проходил в ЮАР.
В январе 2006 года Хилл победил непобеждённого Валерия Брудова.
В марте 2007 года состоялся 2-й бой Хилла и Генри Маске. Не выходивший на ринг 11 лет, Маске вернулся специально ради реванша. Бой проходил в Германии, и на этот раз по очкам победил немец.

### 2015 — н.в.
28 февраля в возрасте 51 лет вернулся в большой бокс и досрочно победил Джимми Кэмпбелла.